# Anniina Ahtosalo
Anniina Ahtosalo (27 agosto 2003) è una ciclista su strada e ciclocrossista finlandese che corre per l'Uno-X Mobility.

## Palmarès

### Strada
- 2018 (Juniores, due vittorie)

Campionati finlandesi, Prova a cronometro Junior
Campionati finlandesi, Prova in linea Junior
- 2019 (Juniores, due vittorie)

Campionati finlandesi, Prova a cronometro Junior
Campionati finlandesi, Prova in linea Junior
- 2020 (Juniores, due vittorie)

Campionati finlandesi, Prova a cronometro Junior
Campionati finlandesi, Prova in linea Junior
- 2021 (Juniores, due vittorie)

Piccolo Trofeo Alfredo Binda
Campionati finlandesi, Prova a cronometro Junior
Campionati finlandesi, Prova in linea Junior
- 2022 (Uno-X Pro Cycling Team, due vittorie)

Campionati finlandesi, Prova a cronometro Elite
Campionati finlandesi, Prova in linea Elite
- 2023 (Uno-X Pro Cycling Team, due vittorie)

Campionati finlandesi, Prova a cronometro Elite
Campionati finlandesi, Prova in linea Elite
- 2024 (Uno-X Mobility, tre vittorie)

Trofee Maarten Wynants
Campionati finlandesi, Prova a cronometro Elite
Campionati finlandesi, Prova in linea Elite
Campionati europei, Prova a cronometro Under-23

### Cross
- 2019-2020

Campionati finlandesi, Junior
- 2020-2021

Campionati finlandesi, Elite
- 2022-2023

Campionati finlandesi, Elite

## Piazzamenti

### Grandi Giri
- Giro d'Italia

2023: 124ª
- Tour de France

2024: 81ª

### Competizioni mondiali
- Campionati del mondo

Fiandre 2021 - Cronometro Junior: 10ª
Fiandre 2021 - In linea Junior: 18ª
Glasgow 2023 - Cronometro Elite: 34ª
Glasgow 2023 - In linea Elite: ritirata
Zurigo 2024 - Cronometro Elite: 26ª
- Giochi olimpici

Parigi 2024 - Cronometro: 30ª
Parigi 2024 - In linea: 37ª

### Competizioni europee
- Campionati europei

Trento 2021 - Cronometro Junior: 5ª
Trento 2021 - In linea Junior: 6ª
Drenthe 2023 - Cronometro Under-23: 3º
Drenthe 2023 - In linea Under-23: 11º
Limburgo 2024 - Cronometro Under-23: vincitrice
Limburgo 2024 - In linea Under-23: 74ª